# Wunsiedel
Wunsiedel is een stad in de Duitse deelstaat Beieren, en is het bestuurscentrum van het Landkreis Wunsiedel im Fichtelgebirge.
Wunsiedel telt 9.155 inwoners.
De stad is de geboorteplaats van de 18e-eeuwse humoristische schrijver Jean Paul. Aan de plaatselijke Fachschule für Steinbearbeitung werd de Duitse beeldhouwer Elmar Daucher opgeleid tot steenhouwer. Nadat in 1987 Rudolf Hess op het protestantse kerkhof van Wunsiedel werd begraven, werd de stad een bedevaartplaats voor neonazi's. Er werd jaarlijks een herdenkingsmars voor Hess gehouden, tot dit in 2005 werd verboden. Ook daarna bleven rechts-extremisten het kerkhof bezoeken. In juli 2011 werd vanwege het verlopen van de grafrechten het graf van Hess geruimd. Zijn stoffelijke resten werden gecremeerd en boven zee uitgestrooid. In 2014 hebben inwoners van Wunsiedel de jaarlijkse treurmars veranderd in 'de onvrijwilligste sponsorloop van Duitsland'. Onder het motto 'Rechts tegen Rechts' is het demonstratietracé met vrolijk gekleurde en van satirische teksten voorziene banners aangekleed en werd per gelopen meter tien euro aan Exit Deutschland gedoneerd, dat zich inzet om neonazi's uit het rechtsextreme milieu los te weken.

## Stedenband
- Mende (Frankrijk), sinds 1980
- Schwarzenberg (Duitsland), sinds 1990
- Volterra (Italië), sinds 2006

## Geboren
- Johann Scharnagel (ca. 1480-1513), Thomascantor
- Eugen Johann Christoph Esper (1742-1810), entomoloog, zoöloog en botanicus.
- Jean Paul (1763-1825), Duits schrijver van satirische romans
- Karl Ludwig Sand (1795-1820), student en moordenaar van August von Kotzebue
- Ruth Schleiermacher (1949), Duits langebaanschaatsster

Arzberg ·
Bad Alexandersbad ·
Höchstädt i.Fichtelgebirge ·
Hohenberg a.d.Eger ·
Kirchenlamitz ·
Marktleuthen ·
Marktredwitz ·
Nagel ·
Röslau ·
Schirnding ·
Schönwald ·
Selb ·
Thiersheim ·
Thierstein ·
Tröstau ·
Weißenstadt ·
Wunsiedel